# Arny Šrámek
Arny Šrámek (* 15. prosince 1964 Ostrava) je český cestovatel, průvodce a spisovatel.

## Život
Arnošt Šrámek se narodil v prosinci 1964 v Ostravě. Původní profesí je inženýr ekonomie z VŠB, v 90. letech 20. století založil cestovní kancelář Primatour. Jeho koníčkem je cestování, o svých cestách vydal čtyři knihy – v roce 2020 Cesta může být cíl, v roce 2021 Veď mě dál, cesto má, v roce 2022 Hvězdný prach na cestách a v roce 2024 Toulavé cesty. Se spoluautorkou Ivetou Podzemnou vydal cestopisnou kuchařku Nejlepší recepty z celého světa – Lexikon mlsného cestovatele (2023). Tato spolupráce vedla i ke vzniku knihy ilustrovaných cestopisných říkanek pro malé cestovatele Objevujeme Česko se Špuntíkem Otíkem (2024).